# Görres-Gymnasium (Koblenz)

Görres-Gymnasium 1894

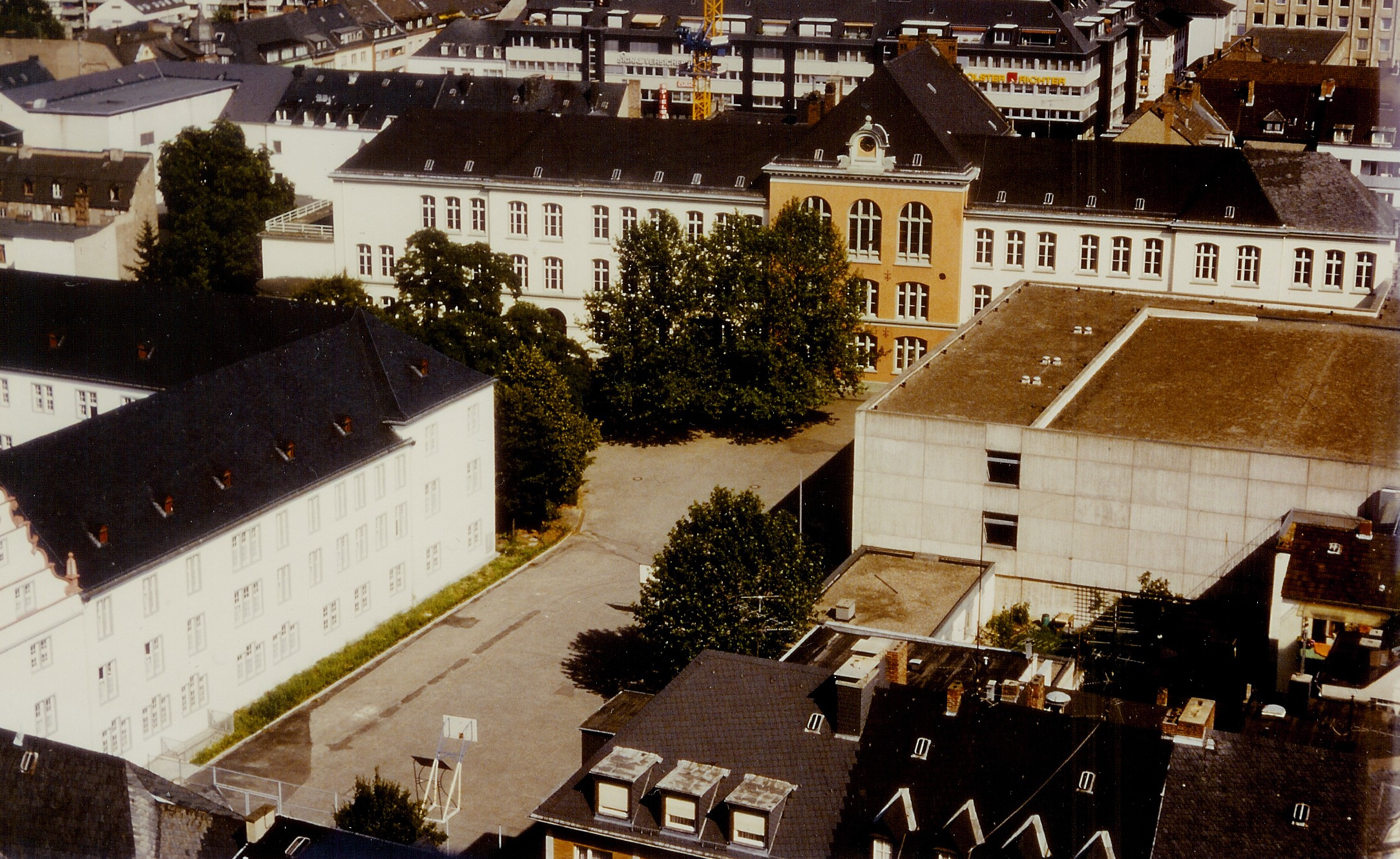
Aufnahme des Schulgeländes, entstanden zwischen 1981 und 1986

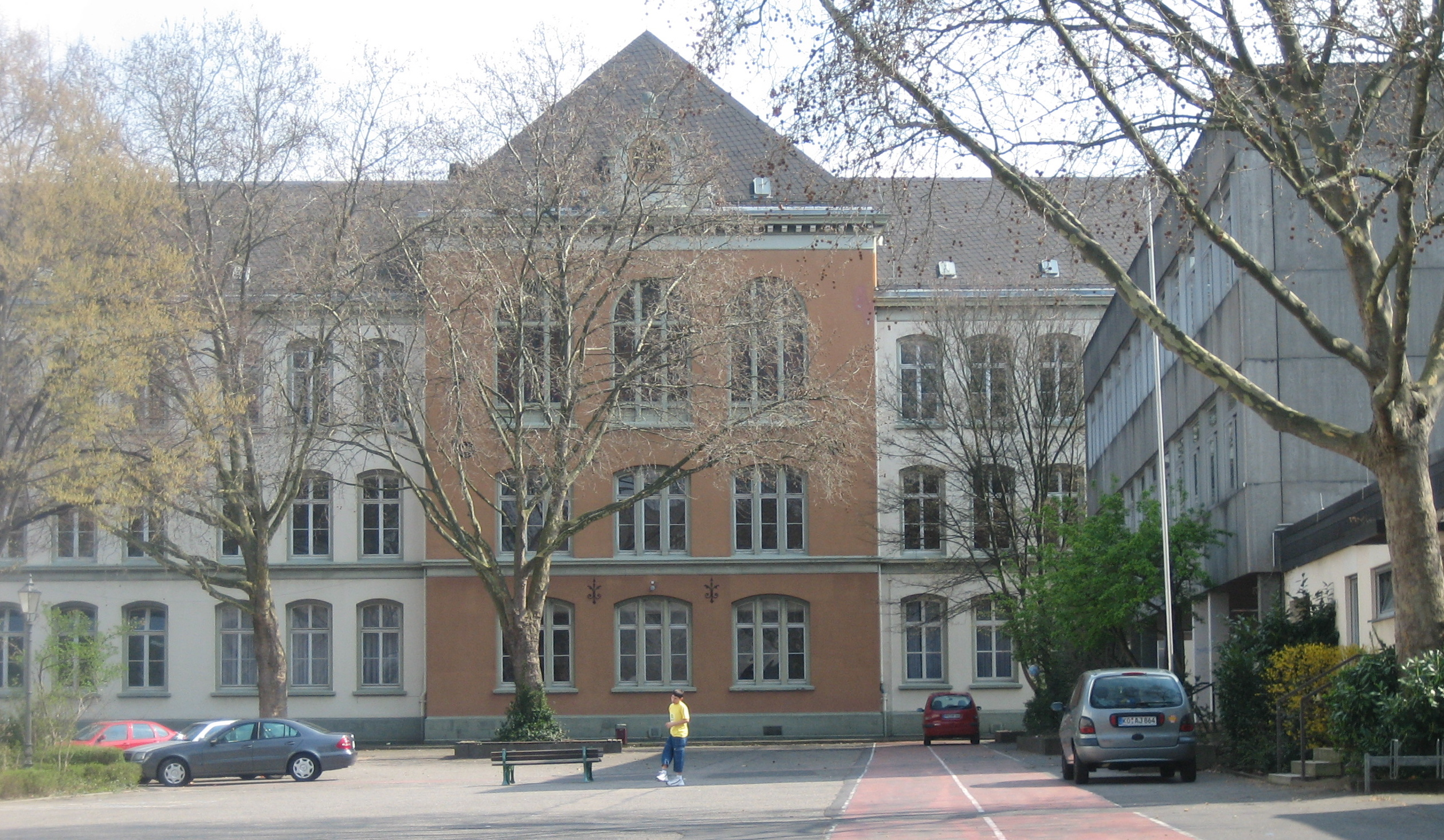
Heutiges Schulgebäude von 1894 und Schulhof

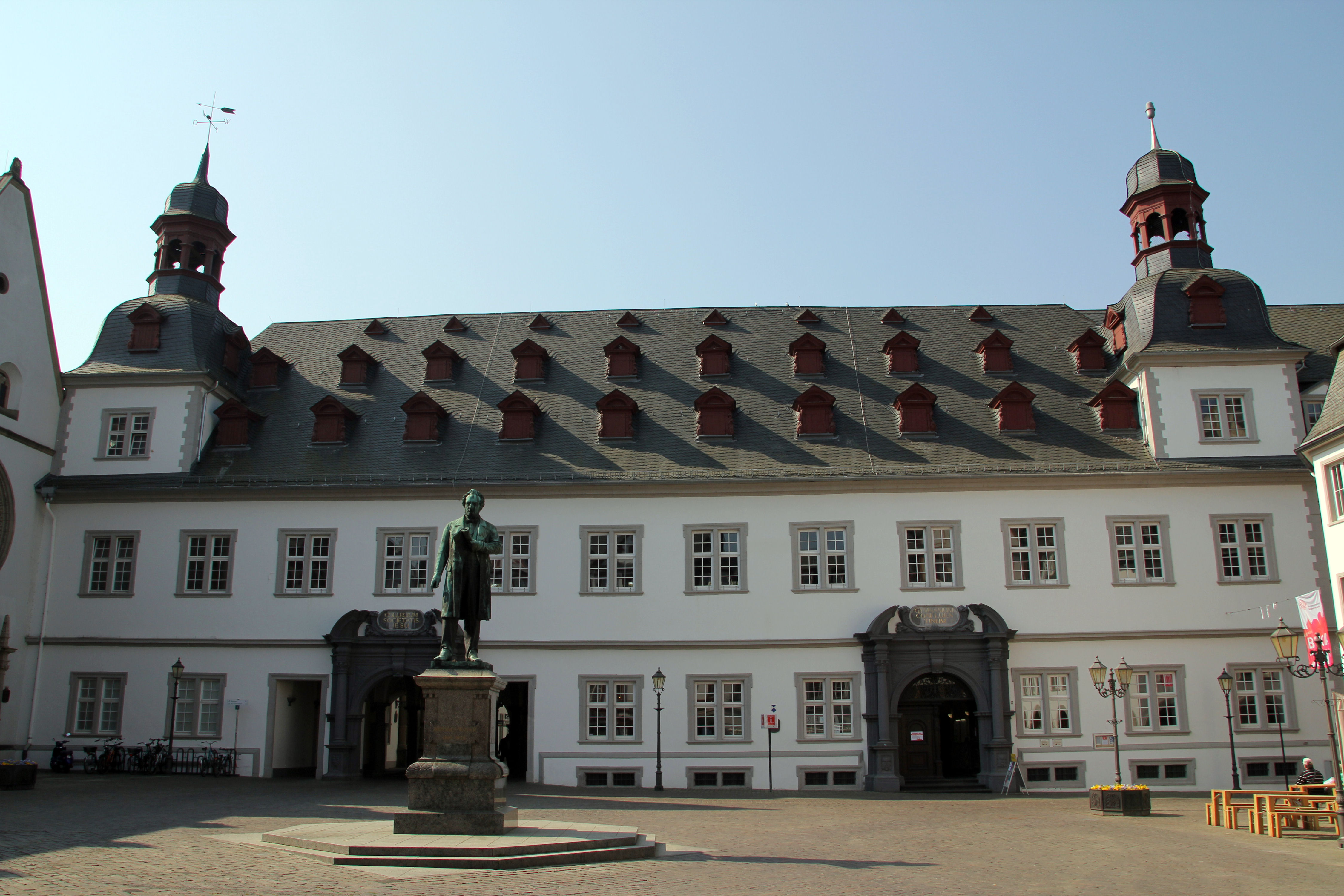
Ehemaliges Schulgebäude des Gymnasiums Confluentinums bis 1894, seit 1895 Koblenzer Rathaus

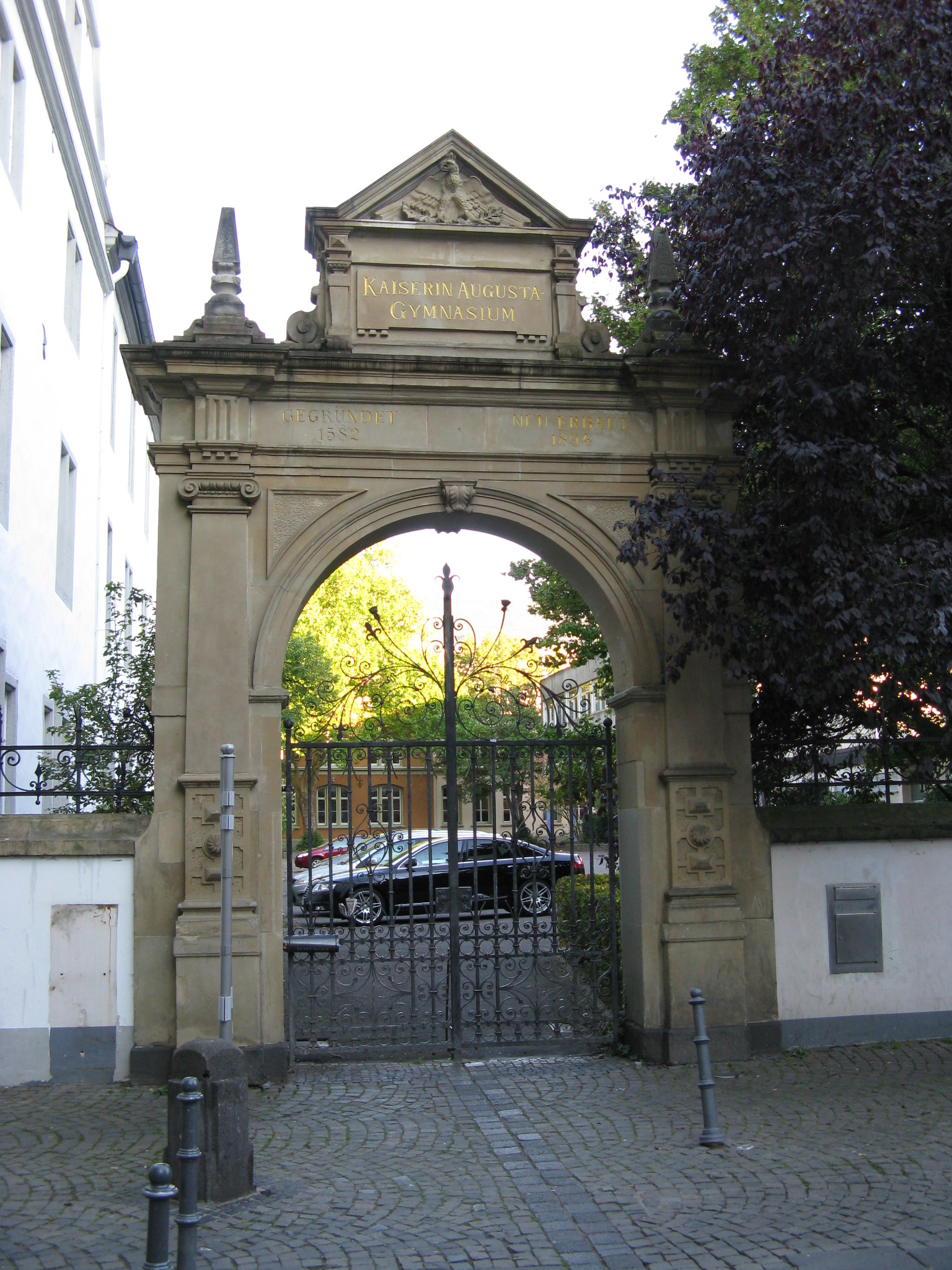
Das Eingangstor von 1894 trägt die Aufschrift: „Kaiserin-Augusta-Gymnasium“

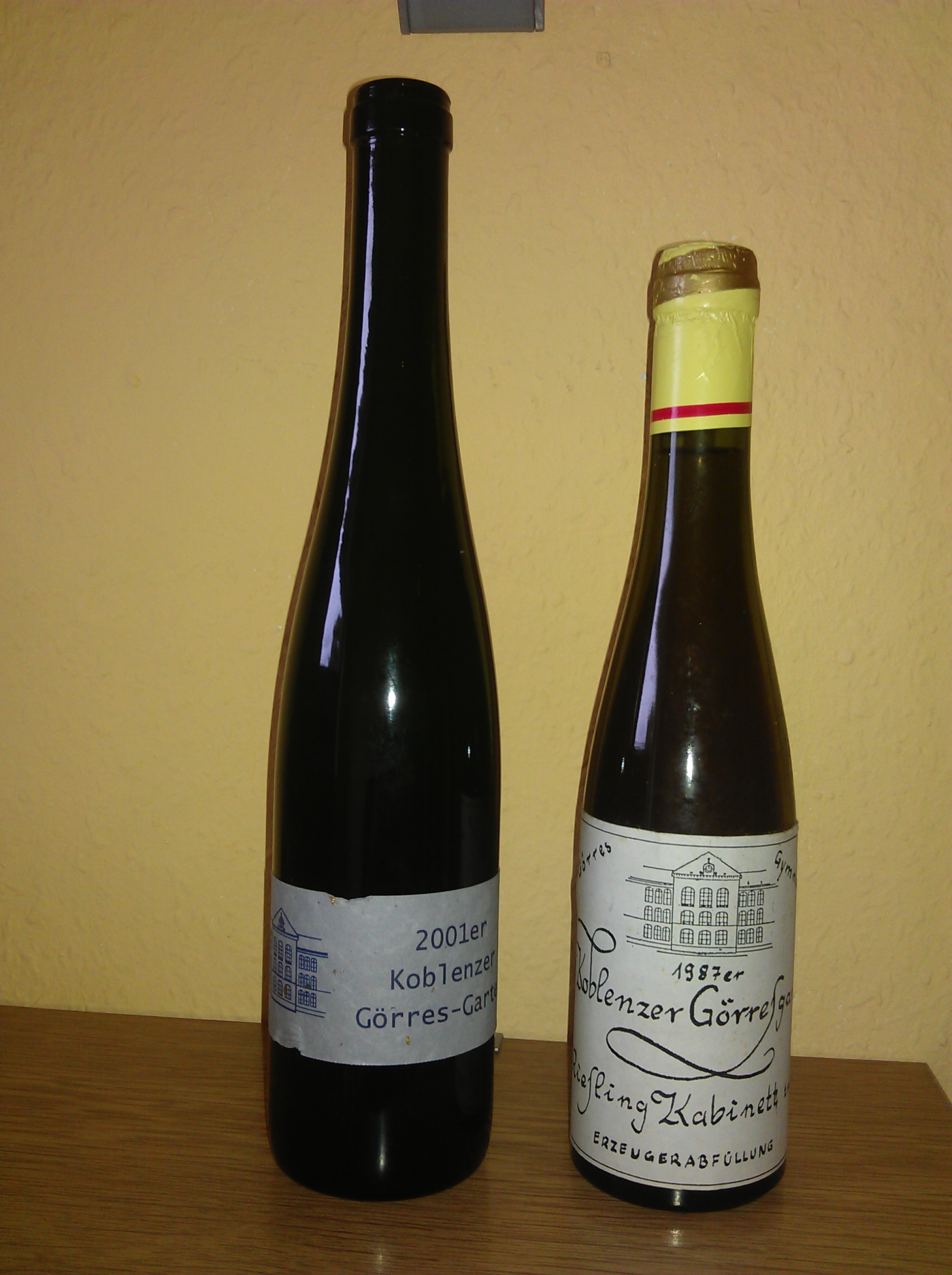
Zwei Flaschen Koblenzer Görresgarten Riesling Kabinett, Jahrgänge 1987 und 2001

Das Görres-Gymnasium wurde 1582 als Jesuitenschule unter dem Namen Gymnasium Confluentinum gegründet und ist heute ein altsprachlich-humanistisches Gymnasium in Koblenz. Zurzeit besuchen diese Schule rund 570 Schüler, die von 55 Lehrern unterrichtet werden. Die Schule wird seit 2017 von Ute Mittelberg geleitet.

## Geschichte
Das älteste Gymnasium von Koblenz, das Görres-Gymnasium, wurde 1582 als Jesuitenschule unter dem Namen Gymnasium Confluentinum bzw. Collegium Societatis Jesu auf Wunsch des Trierer Kurfürsten Jakob III. von Eltz gegründet. Die feierliche Eröffnung des Schulgebäudes am heutigen Jesuitenplatz fand am 28. November 1582 statt. Aufgrund stetig wachsender Schülerzahlen wurde 1589 ein „Südflügel“, 1591/92-1597 ein „Westflügel“ und 1630–1670 ein „Ostflügel“ angebaut. 1700 wurde ein weiterer Neubau, das heutige Rathausgebäude I, ergänzt.
Weitere Namen der Schule waren Kurfürstliches Gymnasium St. Johann Baptist nach der päpstlichen Bulle „Dominus ac Redemptor“ am 21. Juli 1773 durch Papst Clemens XIV, mit der die Aufhebung des Jesuitenordens einherging, École Secondaire während der napoleonischen Zeit sowie Königlich Preußisches Gymnasium in der preußischen Zeit ab 1814. In dieser Zeit fanden schrittweise die (zum Teil bis heute anhaltenden) humanistischen Ziele der preußischen Bildungsreform ihren Niederschlag. 1883 wurde durch ein Feuer der Südflügel teilweise zerstört. Als zwei Jahre später darauf auch die Behörden erkannten, dass das alte Schulgebäude räumlich nicht mehr genügte, wurde die Notwendigkeit eines Neubaus ins Auge gefasst, nachdem eine bauliche Erweiterung an das Jesuitenkolleg wegen fehlender Mittel nicht in Frage kam. Die notwendigen Mittel für diesen Bau konnten nun durch den Verkauf des bisherigen Grundstückes mit den sich darauf befindlichen alten Gebäuden an die Stadt Koblenz sowie durch weitere Veräußerungen aufgebracht werden.
Ab 1894, einhergehend mit der Einweihung des neuen Schulgebäudes, in Gedenken an die bei den Koblenzern sehr beliebte Förderin der Schule Augusta von Sachsen-Weimar-Eisenach wurde die Schule umbenannt in Kaiserin-Augusta-Gymnasium. Dieser neue Name wurde als große Ehre empfunden und mit Stolz getragen. 1948 erhielt die Schule ihren heutigen Namen nach ihrem ehemaligen Schüler und Lehrer, dem Gelehrten und Publizisten Joseph Görres: Staatliches Görres-Gymnasium Koblenz. Die Schule bekennt sich seitdem zu den Idealen freiheitlich-humanistischen Denkens und Handelns, der Demokratie sowie zur Pflege abendländischer Kulturtradition.
In der Koblenzer Rhein-Zeitung wurden 2025 Pläne bekannt, das altsprachliche Profil des Görres-Gymnasiums aufzugeben.

## Schülerzeitung
Bereits 1967 erschien die erste Schülerzeitung Opus, Opus 5 im Sommer 1967. 1969 erschien am Görres-Gymnasium eine neue Schülerzeitung mit dem Titel LOQUAX. Der Name leitete sich vom lateinischen Deponens loqui (zu deutsch: sprechen, reden) ab. Sie wurde aus mangelndem Interesse an Mitarbeit seitens der Schülerschaft 1975 eingestellt. Zwei Jahre später erschien, am 20. Dezember 1977, getragen von sehr breitem Schülerinteresse und -engagement, die erste Ausgabe der „neuen“ Schülerzeitung, die nach einem Preisausschreiben der Redaktion um Felix Kost den Namen Die Anstalt erhielt.  Der Name zeigt die Einstellung der Schüler zu dem unansehnlichen Zaun, der den Schulhof zu jener Zeit von der Gymnasialstraße trennte; er ließ die Schule in ihren Augen wie ein Gefängnis, also eine geschlossene Anstalt, wirken. Außerdem spielt Die Anstalt auf die noch im 20. Jahrhundert übliche Bezeichnung der Schulen als (Bildungs)Anstalten an.
Anfang des Schuljahres 2013/14 wurde von der Redaktion mit der Ausgabe 86 das Logo modernisiert sowie das „Die“ aus „Die Anstalt“ gestrichen. Bis heute erschienen knapp 90 reguläre Ausgaben, sowie über 25 Sonderausgaben zum HaMa (Hallen-Masters-Fußballturnier, s. u.).

## Profil
Das Görres-Gymnasium Koblenz ist ein altsprachlich-humanistisches Gymnasium mit zusätzlichen mathematisch-naturwissenschaftlichen und musikalischen Schwerpunkten. Latein ist daher Pflichtfremdsprache ab der fünften Klasse. Im Rahmen des Projektes Latein plus wird gleichzeitig schon Englisch als dreistündiges Nebenfach unterrichtet. Im sechsten Schuljahr wird Englisch dann voll unterrichtet, als dritte ebenfalls obligatorische Fremdsprache ab der achten Klasse kann zwischen Französisch und Altgriechisch gewählt werden. Aufgrund der Sprachenfolge und dem begleitenden Unterricht nehmen viele Schüler des Görres-Gymnasiums an Wettbewerben wie dem Certamen Rheno-Palatinum und Jugend debattiert teil. Des Weiteren ist die Schule Mitglied im Verein MINT-EC und unterstützt die Teilnahme bei Jugend forscht sowie weiteren naturwissenschaftlichen Wettbewerben. Seit 2005 können Schüler ab dem fünften Schuljahr im Rahmen einer Bläserklasse ein Instrument erlernen, daneben existieren zwei Concert Bands und eine Big Band. In Gesangsklassen wird das Singen geschult. Zwei große Chöre runden das musikalische Angebot ab.
Das Profil des Gymnasiums spiegelt sich auch in dem Logo der Schule wider: Ein stilisierter Baum repräsentiert Trivium und Quadrivium der Septem Artes Liberales. Sein Bildungsprogramm definiert sich über den Wahlspruch Görres – Bildung wirkt. Ein Leben lang.

## Gebäude und Schulgelände
Bis zum Jahr 1894 fand der Unterricht der Schule im Gebäude des Jesuitenkollegs, dem heutigen Koblenzer Rathaus, von 1582 statt. Am 19. Mai 1894 wurde der Neubau in der Gymnasialstraße feierlich eröffnet. Der königliche preußische Kreisbauinspektor, Baurat Hendrichs, sowie die Regierungsbaumeister Rochs und Bolte hatten die Planung von 1885 an inne, sie planten ein Schulgebäude für ca. 500 Schüler. Als Bauten waren neben dem Hauptgebäude auch noch eine Turnhalle für ca. 80 Schüler, ein Toilettengebäude und eine Haupt- und Toilettengebäude verbindende Wandelbahn geplant und errichtet worden.
Das 79 Meter lange Hauptgebäude ist auf einem Basaltlava verblendeten Sockel aus Bruchstein errichtet und liegt nach Westen. Das aufgehende Mauerwerk besteht aus Backsteinen in, bis 1955 unverputztem, Sichtmauerwerk. Tür und Fensterrahmungen sowie Gesims sind aus Sandstein. Die historische Verbindung zum Jesuitengymnasium zeigt die Einmauerung eines Schlusssteins aus dem alten Gymnasialbau, der von der Rückseite des nördlichen Aulaflügels aus sichtbar ist. Die Fassade gliedert sich durch die Fenster in 19 Achsen, die sich auf alle drei Geschosse erstrecken. Der Mittelbau ist durch dreibahnige Fenster dreiachsig, die beiden Eingangstrakte an Nord und Süd sind mit ebenfalls dreibahnigen Fenstern zweiachsig gestaltet. Die restlichen Fenster des Hauptgebäudes sind zweibahnig, die in Dreigruppen zusammengefasst die Fenster der einzelnen Klassenräume bilden. Bis zu den notwendigen Erweiterung 1909 sowie 1932/33 auf der Nordseite war die der Fassade verliehene Symmetrie noch in ihrer ganzen eindrucksvollen Größe zu sehen, die ungleichen Anbauten hoben die Symmetrie dann auf und der Neubau von 1974 verdeckt die Sicht auf den Südflügel. Sowohl in den Flurhallen als auch in den Treppenhäusern wird das in vielen Gängen des Hauses vorhandene Kreuzgratgewölbe von Granitsäulen getragen, in den Fluren selbst endet das Gewölbe auf Wandkonsolen. Die Treppen werden von Kreuzgewölben oder von aufsteigenden Stichgewölben getragen. Die Flure sind mit Sinziger Tonfliesen ausgelegt, die Treppenstufen sind aus Kohlensandstein.
Im Jahre 1933 wurde die Turnhalle umgebaut. Am 1. September 1944 wurde das Gebäude für Schulzwecke geschlossen, ein Bombentreffer Anfang 1945 zerstörte die Turnhalle und den Südflügel. Dennoch wurde das Gebäude im Dezember 1945 wieder für den Unterricht freigegeben, nachdem dieser zunächst zwei Monate in den Räumen der Hildaschule stattgefunden hatte. Trotzdem wurden die ersten großen Reparaturen am Dach, der Aula und der Heizung erst 1948 durchgeführt, zuvor stand das Gebäude und damit die Schule mehrmals kurz vor seiner Schließung durch die Gesundheitspolizei. Im September 1949 wurde der Südflügel gesichert, von 1950 bis 1953 wurde dann der Wiederaufbau durchgeführt, allerdings nicht mehr mit nach den architektonischen Maßgaben von 1894. Der Südflügel enthält heute also keine Kreuzgratgewölbe mehr. 1954 wurde auch die neugebaute Turnhalle wieder zur Benutzung freigegeben.
1972 wurde diese Turnhalle abgerissen, um an ihrer Stelle einen an den Altbau angeschlossenen Neubau zu errichten, der Turnhalle, Naturwissenschaften, Zeichensaal und Sprachlabor beinhalten sollte. Der Bau wurde aus Kostengründen in Stahlbetonskelettbauweise mit ausfachendem Mauerwerk und vorgefertigten Sichtbetonelementen als Verkleidung errichtet. Er wird heute von der Schulgemeinschaft aufgrund seiner architektonischen Gestaltung sowie seiner schlechten Wärmedämmung als Bausünde angesehen. Die Eröffnung des Neubaus fand am 6. September 1974 statt. Neben dem Gebäude entstand für den Hausmeister eine 4-Zimmer-Wohnung, dadurch konnte die alte Hausmeisterwohnung im Altbau durch Klassenräume ersetzt werden. Nach einem Umbau 2010 sitzt in dieser Wohnung heute das Kultur- und Schulverwaltungsamt der Stadt Koblenz. Parallel zur Errichtung des Neubaus wurde der Altbau renoviert. Fußböden, abgehängte Akustikdecken, Fenster, Anstrich, Heizungs- und Elektroinstallationen und die Umgestaltung der Aula waren die wichtigsten Erneuerungen. Die Fenster wurden im Jahr 2011 erneut denkmalgerecht, auch unter dem Gesichtspunkt der besseren Wärmedämmung, ersetzt. Im Zuge von Brandschutzmaßnahmen wurden 2015 auf allen Fluren zahlreiche gläserne Brandschutztüren installiert.
Das Schultor von 1894 ist in der Form der deutschen Renaissance gehalten. Bewusst wurde durch die Nachahmung der Portale des Jesuitenkollegs eine gemeinsame Linie geschaffen. Außerdem wollte man antike Architekturmotive nachahmen, was die Verbindung mit dem Humanismus offenlegt. Zu lesen ist Kaiserin-Augusta-Gymnasium und Gegründet 1582 – Wiedererbaut 1894. Der preußische Adler im Aufsatz zeigt die damalige staatliche Zugehörigkeit. Das Tor wurde 1975 teilweise restauriert und die angeschlossene Mauer, die den Schulhof von der Gymnasialstraße abgrenzte, abgerissen. An ihrer Stelle wurde ein Zaun errichtet, der die Schule von außen wie ein Gefängnis aussehen ließ. Erst 1986 erfolgte der Wiederaufbau der Mauer sowie eine erneute Restaurierung des Schultores.
1977 wurde im ehemaligen Jesuitengarten auf dem Schulhof ein kleines Amphitheater errichtet.
Bis in die 00er Jahre dieses Jahrhunderts wurden im Schulgarten wachsenden Weintrauben zum Koblenzer Görres-Garten Riesling Kabinett gekeltert. Da es rechtliche Schwierigkeiten mit der Deklaration als Wein sowie als Riesling Kabinett gab, wurde die Produktion vor wenigen Jahren eingestellt.
Seit 1992 wurde der Schulhof alljährlich, seit 2013 zweijährlich, im August für Veranstaltungen des Gaukler- und Kleinkunstfestivals genutzt, da er mit ca. 5.500 m² zu den größten Plätzen der Koblenzer Altstadt gehört.

## Stiftung Staatliches Görres-Gymnasium Koblenz
Bereits während seiner Gründungszeit wurde das Kolleg mit Schenkungen in Form von Weinbergen, Höfen und Zehnten bedacht. 1643 erwarben die Jesuiten den Jakobsbergerhof bei Boppard vom Trierer Domkapitel. Nach Aufhebung des Jesuitenordens 1773 fiel der Jakobsbergerhof dem Gymnasium zu. Dieser und weitere Grundstücke wurden in den 1890er Jahren veräußert, um das neue Schulgebäude errichten zu können.
Weitere Besitztümer der Schule wurden bereits seit 1824 nach Maßgabe der „Instruction für den Verwaltungs-Rath des Gymnasialfonds“ von einem Verwaltungsrat betreut. Seit dem 25. November 1958 verwaltet die im rheinland-pfälzischen Schulgesetz sowie in einer Landesverordnung vom 9. Januar 1961 verankerte „Stiftung Staatliches Görres-Gymnasium Koblenz“ die restlichen Besitztümer der Schule. Zur Stiftung gehört unter anderem auch die Alte Bibliothek, heute Stiftungsbibliothek, deren Bestand sich zum Teil im heutigen Schulgebäude, zum Teil im Landeshauptarchiv Rheinland-Pfalz am Standort Koblenz befindet.

## Hallenmasters (HaMa)
Während der Projekttage 1992 wurde am Görres-Gymnasium Koblenz die Idee eines Hallenfußballturniers Hallenmasters, kurz HaMa, geboren. Bei diesem treten Fußballer und Cheerleaderteams der Klassen 10 bis 13 sowie der Lehrer der Schule gegeneinander an, wobei die 13. Stufe mit zwei Mannschaften antreten darf. Das Turnier findet jedes Jahr im Februar (früher im März, aufgrund des vorgezogenen Abiturs wurde der Termin verlegt) in der schuleigenen, nach einem ehemaligen Sportlehrer benannten, Wolf-Henning-Matt-Halle, statt.
Aus dem zunächst auf das Görres-Gymnasium beschränkten Turnier wurde bald das „Koblenzer Hallenmasters der Schulen“, bei dem Schulen aus Koblenz und der Umgebung gegeneinander antraten. Die Veranstaltung nahm einen immer größeren Umfang an und wurde schließlich nicht mehr nur von den Schülern selbst, sondern unter Beteiligung verschiedener Institutionen organisiert. Nachdem jedoch das Interesse der Zuschauer immer weiter sank und die Kosten nicht mehr aufgebracht werden konnten, musste die Veranstaltung schließlich eingestellt werden, nachdem auch Bemühungen um eine wieder stärker ehrenamtlich geprägte Organisationsform gescheitert waren. Die 20. Auflage im Jahr 2013 war die letzte Austragung des Koblenzer Hallenmasters, danach wurde das allgemeine Turnier aufgegeben.
Am Görres-Gymnasium findet das HaMa als interne Veranstaltung dagegen weiterhin statt.

## Bekannte Schüler und Lehrer
Am Görres-Gymnasium haben in den vergangenen Jahrhunderten viele Schüler gelernt, die später Persönlichkeiten in Kirche, Wirtschaft, Wissenschaft, Kunst oder Politik wurden.
Einzelne bekannte Schüler und Lehrer sind in folgender Liste aufgeführt:

## Denkmalschutz
Das Görres-Gymnasium ist ein geschütztes Kulturdenkmal nach dem Denkmalschutzgesetz (DSchG) und in der Denkmalliste des Landes Rheinland-Pfalz eingetragen. Es liegt in der Gymnasialstraße 3.
Seit 2002 ist das Görres-Gymnasium Teil des UNESCO-Welterbes Oberes Mittelrheintal.

## Werke
- Programm zur Herbst-Schulprüfung und zu den öffentlichen Rede- und Gesangübungen im Königlichen Gymnasium zu Coblenz. Koblenz 1834–1847; 1850 (Digitalisat)
- Programm zur Schlußfeyerlichkeit, den öffentlichen Rede- und Gesangübungen im Königlichen Gymnasium zu Coblenz. Koblenz, 1848 (Digitalisat)
- Programm zur Feyer allerhöchsten Geburtsfestes Sr. Majestät des Königs die im großen Hörsaale des hiesigen Gymnasiums … statt finden wird und zu welcher so ergebenst als geziemend einladet. Koblenz 1849 (Digitalisat)
- Jahresbericht über den Schulcursus … an dem Königlichen Gymnasium zu Coblenz. Koblenz 1851–1874 (Digitalisat)
- Programm des Königlichen Gymnasiums zu Coblenz. Koblenz 1876–1892 (Digitalisat)
- Jahresbericht des Königlichen Gymnasiums zu Coblenz. Koblenz 1983–1894 (Digitalisat)
- Jahresbericht des Kaiserin Augusta-Gymnasiums zu Coblenz. Koblenz 1895–1896; 1899–1901 (Digitalisat)
- Bericht über das Schuljahr . Koblenz 1897; 1902–1910; 1914–1929 (Digitalisat)
- Kaiserin Augusta-Gymnasium zu Coblenz. Koblenz 1898; 1911–1913 (Digitalisat)